# Saint-Claude (Guadalupa)
Saint-Claude è un comune francese di 10.842 abitanti situato nella parte sud-occidentale dell'isola di Basse-Terre e facente parte del dipartimento d'oltre mare di Guadalupa.